# بول إيكمان
الدكتور بول إيكمان (بالإنجليزية: Paul Ekman) (مواليد 15 فبراير 1934) هو نفساني أميريكي رائد في دراسة علاقة المشاعر بتعابير الوجه. ألف «أطلس المشاعر» الذي احتوى على أكثر من عشرة آلاف تعبير للوجه وعلاقتها بما يفكر ويحس به الشخص. كسب شهرة «أعظم كاشف للكذب بشري». وصل إلى مرتبة 59 من أصل 100 عالم نفس أكثر استشهادا بأعمالهم في القرن العشرين. قام إيكمان بأبحاث مهمة ومؤثرة أظهر بها ارتباط التفاعل البيولوجي للأحاسيس وبالتالي أثبت الطابع الشمولي والمتميز للعواطف بحسب النهج الدارويني.

## سيرة ذاتية
ولد إيكمان عام 1934 في واشنطن العاصمة لوالدين يهوديين. وعاش في نيو جيرسي وولاية واشنطن وأوريغون. كان والده طبيب أطفال ووالدته محامية. وأخته، جويس ستاينغارد، هي محللة نفسية في مدينة نيويورك. أراد ‘يكمان أن يصبح محلل نفسي لكن مرض والدته جعله يغير اهتماماته لمساعدة من يصيبهم نفس المرض. بدء دراسته الأكاديمية وهو بعمر 15 في جامعة شيكاغو وذلك قبل إنهائه لدراسته الثانوية. وفي هذه الفترة، اهتم بشغف بمجالي علاج المجموعة النفسي وديناميكية الجماعات. حصل على شهادة البكالوريوس من جامعة نيويورك عام 1954 إثر عمله في العلاج الجماعي. ثم التحق بجامعة أدلفي للحصول على الماجستير في علم النفس السريري. خلال دراسه، وكان موضوع أطروحته عن العلاقة بين تعابير الوجه وحركات الجسم. وحصل على درجة الدكتوراه من نفس الجامعة عام 1958.

## تأثيراته
سَمتهُ مجلة تايم من أهم المؤثرين المثة في العالم عددها الصادر في 11 مايو 2009. وحاليا، يخدم في مجلس محرري مجلة غريتر غود (الصالح الأعظم، (بالإنجليزية: Greater Good) التي يصدرها مركز علوم الصلاح الأعظم في جامعة كاليفورنيا، بركلي. من أهم تقديماته تفسير البحث العلمي في أسباب الرحمة، الإيثار والعلاقات الإنسانية السلمية.

## تقديماته تجاه فهمنا للمشاعر
في مقال نشره في دورية «عالم النفس الأميريكي» (بالإنجليزية: American Psychologist) عام 1993، ذكر إيكمان أنه هناك 9 منافع من أهمها:
- يجب اعتبار الطبيعة والتنشئة: يجب اعتبار العواطف ظاهرة نفسية تتأثر بالثقافة وبالخبرة والتعلم.
- فيزيولجيا متعلقة بالعواطف: مهد إيكمان الطريق لدراسة العواطف عن طريق مراقبة تفاعلات الدماغ مما أنشء علم علم أعصاب العاطفة والذي تطور مع استحداث أجهزة قياس الدماغ.
- اعتبار الإحاسيس كمجموعات: اعبر إيكمان وفريسين عام 1978 أن هناك أكثر من تعبير واحد يرتبط بكل شعور أوإحساس عاطفي. مثلا، سجلوا وجود 60 تعبير مختلف يدلون كله على حالة الغضب وهي تختلف عن تعابير الشعور بالخوف. والتعبير بأكثر من تعبير واحد لنفس الشعور يعني أن للشعور حدى أعلى.

## نقد أعماله
لقد انتقدت أعمال إيكمان، وبخاصة فيما يتعلق أمن المطار، بأنه لم يقم بالأبحاث المستفيضة الكافية وبالتالي، يمكن لأي عالم بكشف الكذب أن يصل لنفس النتيجة لو اعتمد على الحظ برمي قطعة نقد معدنية. كما وجهت انتقادات للمنهجية التي استعملها إيمكان وأوسوليفان في أبحاثهم حول فراسة الحقيقة، وشكك العديد من علماء تحليل المشاعر النفسي بامتشافاته إذ لأنهم لم يستطيعوا ايجات اثباتات لأي علاقة بين المشاعر وتعابير الوجه بالرغم من تجاربهم. وانتقدت مارغريت مييد كل نظرية إيكمان حول شمولية العواطف حول العالم. بالمقابل، يقول إيكمان أن معاضيه من علماء الأنثربولوجبا لا يملكون أي دليل يثبت عدم شمولية العوطف والأحساس وأنها تختلف بين الثقافات.

## للاستزادة
- لغة اتصال الحيوانات
- لغة الجسد
- تصنيفات المشاعر، بالإنكليزية[الإنجليزية].
- نظام ترميز أفعال الوجه، بالإنكليزية[الإنجليزية]
- تعبير جزئي، بالإنكليزية
- تواصل غير كلامي
- أصل التكلم، بالإنكليزية
- مشروع الفراسة، بالإنكليزية[الإنجليزية]
- علاج جماعي، بالإنكليزية

## روابط خارجية
- بول إيكمان على موقع IMDb (الإنجليزية)
- بول إيكمان على موقع الموسوعة البريطانية (الإنجليزية)
- بول إيكمان على موقع إن إن دي بي (الإنجليزية)